# سرگئی کچک
سرگئی کُوستادینی کچک (ارمنی: Սերգեյ Կոստանդինի Քեչեկ؛  ۹ اکتبر ۱۹۴۱) یک استاد و کارشناس علوم پرورشی اهل ارمنستان است. وی از سال میلادی تاکنون مشغول فعالیت بوده است.

## زندگی‌نامه
وی در ۹ اکتبر ۱۹۴۱ در ایروان به دنیا آمد و از کنسرواتوار دولتی کومیتاس ایروان فارغ‌التحصیل شد. وی در مدرسه موسیقی آلکساندر اسپنداریان، کالج دولتی موسیقی رومانوس ملیکیان و کنسرواتوار دولتی کومیتاس ایروان فعالیت کرده است. وی همچنین برندهٔ جوایزی همچون چهره هنری شایسته جمهوری ارمنستان (۲۰۱۲) شده است.